# Aeroportul Sudbury
Aeroportul Sudbury (IATA: YSB, ICAO: CYSB) este un aeroport din Greater Sudbury, Ontario, Canada ce deservește zona Greater Sudbury. Aeroportul a fost tranzitat în 2021 de 48.570 de pasageri.
Situat la o altitudine de 348 m, aeroportul dispune de o singură pistă.